# I ragazzi della mia vita
I ragazzi della mia vita (Riding in Cars with Boys) è un film biografico americano del 2001 basato sull'omonima autobiografia di Beverly Donofrio, su una donna che ha superato le difficoltà, inclusa l'essere una madre adolescente, e che in seguito ha conseguito un master. La narrazione del film abbraccia gli anni dal 1961 al 1985. Il film ha come protagonisti Drew Barrymore, Steve Zahn, Brittany Murphy e James Woods. È stato l'ultimo film diretto da Penny Marshall. Sebbene il film sia coprodotto da Beverly Donofrio, molti dettagli del film differiscono dal libro.

## Trama
Nel 1961, l'undicenne Beverly "Bev" Donofrio è una ragazzina vivace, spensierata e felice dove vive insieme a sua madre, sua sorella minore e suo padre Leonard, da sempre considerato per lei un esempio da seguire. Una sera Beverly è in cerca di un albero di Natale in macchina con suo padre. Quando rivela che vuole un reggiseno come regalo per attirare l'attenzione di un ragazzo che le piace, Leonard le dice che è troppo giovane per pensare ai ragazzi e che dovrebbe invece concentrarsi sui libri.
Quattro anni dopo Bev è una quindicenne intelligente ma ingenua. Il suo sogno è andare al college a New York e diventare una scrittrice. Insieme alle sue amiche, Fay e Tina, si reca a una festa scolastica. Fay incontra il suo ragazzo Bobby, che sta per essere mandato al fronte, in Vietnam, mentre Bev consegna una lettera d'amore a un ragazzo popolare di nome Sky. Quando Sky legge la lettera ad alta voce la deride davanti a tutti e Bev fugge in bagno piangendo. Viene casualmente consolata da Ray, uno sprovveduto conosciuto in bagno, che poi poco dopo difende l'onore di Bev e lotta con Sky avendo la meglio. Bev e Ray, insieme a Fay e Bobby, fuggono dalla festa e i quattro vanno in un posto appartato, dove Bobby e Fay fanno sesso. Bev è sopraffatta dalla gentilezza di Ray, e anche loro finiscono per avere rapporti sessuali. Casualmente il padre di Bev essendo di turno, vedendo la macchina con i fari spenti sostata, interrompe i ragazzi, dove vengono portati alla stazione di polizia. Leonard, si meraviglia del comportamento di Bev, dove quest'ultima afferma che si sono solo baciati ma che sprovvedutamente rivela al padre di essere andata oltre. Leonard deluso dalla figlia la riporta a casa non rivolgendole parola. 
Passa dunque del tempo e Bev scopre di essere incinta. Dopo averlo comunicato a Ray e decidendo cosa fare, lui propone di sposarla ma Bev inizialmente rifiuta perché si rende conto che il ragazzo non è giusto per lei: Bev è una ragazza ambiziosa che vuole andare al College, mentre Ray è un nullafacente con lievi ritardi cognitivi, ritiratosi dalla scuola da tempo che vive la vita come viene, senza pensare ad un futuro migliore.
Quando i genitori scoprono della gravidanza di Bev, delusi e affranti, decidino infine che la cosa migliore sia quella di sposare Ray per il bene del bambino. Al ricevimento, tutti evitano Bev, ma Fay dopo aver difeso Bev per non essere accolta e considerata una sposa dagli invitati, annuncia pubblicamente che anche lei è incinta. Fay confida a Bev che suo padre voleva che lei mettesse il bambino in adozione, ma anche lei e Bobby hanno deciso di sposarsi per evitare di separarsi. Le due ragazze alla fine festeggiano il fatto che saranno madri insieme con la speranza che entrambe aspettino due bambine. Dopo il ricevimento Ray, grazie all'aiuto del padre di Bev, le mostra la loro casa popolare situata in una periferia povera. Bev inizialmente sembra titubante, ma dopo, consapevole che comunque avrà una famiglia, salta di gioia insieme a Ray felice comunque di iniziare una vita insieme. 
Nei mesi successivi, le ragazze si lamentano di aver perso tre cose: la loro infanzia, il ballo di fine anno del liceo e un'istruzione adeguata. Bev dà alla luce il figlio Jason (dispiaciuta perché appunto voleva una femmina), mentre Fay partorisce la figlia Amelia. Passano gli anni e Bev continua a proseguire la sua educazione, determinata ad avere un futuro migliore, mentre Ray ha trovato lavoro come carpentiere ma continua a peggiorare per la sua noncuranza alla famiglia, nonostante sia comunque un padre affettuoso e amorevole. Quando Jason ha tre anni, lei ha la possibilità di vincere una borsa di studio per il college. Sfortunatamente, il colloquio di Bev va male quando è costretta a portare con sé Jason perché Ray non si presenta al lavoro, scoprendo che non è la prima volta che succede. Sebbene il rettore elogi gli scritti di Bev, questi afferma che lei ha troppe distrazioni dovute al bambino e che la cosa migliore sia quella di dare la borsa di studio a chi non ha impedimenti. Bev distrutta torna a casa, incolpando Ray di non essere attento alle esigenze della famiglia ma soprattutto alla propria moglie.
Successivamente, Fay rivela che lei e Bobby stanno divorziando, perché lui ha incontrato qualcun’altra mentre era alle Hawaii. Bev, un giorno, sotto allucinogeni per aver ingoiato delle pillole, rivela a Fay che non è sicura di "amare" Jason, perché la sua nascita le è costata il suo futuro e la carriera, bloccandola alla sua vita monotona in una casa malandata e un marito sfaccendato, non responsabile della famiglia. 
Al settimo compleanno di Jason, diverse persone del liceo di Bev si presentano alla sua festa: la vecchia amica Tina è ora fidanzata e sta andando alla New York University; e Tommy, che aveva una cotta per Bev, si è appena laureato a Berkeley. Suggerisce che Bev, corteggiandola allo stesso tempo, trasferisca la sua famiglia in California e prosegua la sua istruzione lì, poiché lo stato offre aiuti finanziari. Per Bev è una nuova occasione per scappare da quella città e da quella vita chiedendo a suo marito di mollare tutto e andare in California. Ray accetta il piano, ma il giorno in cui dovrebbero partire confessa di essere un eroinomane e di aver speso i loro risparmi in droga. Bev esausta comunque lo aiuta a disintossicarsi, ma Ray esce di nascosto per prendere altra droga. Quando confessa a Bev che è impossibile per lui smettere, la ragazza è al capolinea e confessa a Ray che la cosa migliore sia quella di andarsene. Ray a malincuore è d'accordo per il bene di Bev e del bambino, ma il giovane Jason lo insegue in lacrime perché nonostante le difficoltà ha sempre voluto bene a suo padre, ma senza successo: Ray va via di casa e Jason inizia a nutrire odio e rancore per la madre.
Due anni dopo, Bev desidera ancora la California. Un giorno lei e Fay aiutano Lizard (fratello di Ray) a seccare marijuana nel forno di Bev per avere più soldi. Jason, mentre gioca con Amelia davanti casa, ancora amareggiato, rivela al nonno Leonard quello che stanno facendo, e così arresta le madri, mentre Lizard era nel frattempo scappato, accortosi dell'arrivo del padre di Bev per farle visita. Dopo la scarcerazione Bev trova la casa trascurata e sottosopra e scopre che gli ultimi soldi messi da parte sono spariti. Fay le confessa che li ha usati per pagarle la cauzione, mentre il fratello di Fay ha pagato la cauzione per lei stessa, ma a condizione che Fay e Amelia si allontanino con lui e interrompano i contatti con Bev. Bev non la prende bene e dopo un triste addio alla sua migliore amica, Jason pentitosi di aver fatto la spia e messo sua mamma in prigione le confessa di aver rivelato tutto al nonno. A quel punto Bev va su tutte le furie, sentendosi tradita dal figlio ed essere rimasta sola, senza più un supporto emotivo o economico. Madre e figlio continuano a vivere come possono: Bev ha trovato un lavoro come cameriera mentre Jason la aiuta con le faccende di casa, incolpandola di essere trascurato dalla propria madre e non poter comportarsi normalmente come tutti i bambini. 
Nel 1985, Bev e l'ormai cresciuto Jason stanno guidando per vedere Ray. Negli anni successivi è riuscita a mettersi dei soldi da parte, laureandosi e scrivendo il suo libro di memorie, ma ha bisogno che Ray firmi una rinuncia, altrimenti il suo libro non verrà pubblicato. Durante la guida, Jason dice a Bev che vuole trasferirsi dalla New York University all'Università dell'Indiana, ma Bev rifiuta, dicendo che egli sta ricevendo l'istruzione che lei non ha mai potuto ricevere. Jason chiama la sua fidanzata Amelia (figlia di Fay) e le comunica la cattiva notizia. Amelia è abbattuta ma gli assicura che non è arrabbiata e che lo aspetterà. Arrivando alla roulotte di Ray, Bev e Jason scioccati per la situazione in cui vive con la nuova moglie e vedendo un Ray completamente cambiato e trascurato fisicamente, spiegano loro perché sono lì: dato che nel libro ha scritto tutta la sua storia inclusa quella di Ray, della sua dipendenza dalla droga, vuole evitare eventuali denunce dall'Editoria. La moglie di Ray, Shirley, approfittandosene della situazione, chiede 100.000 dollari e Bev incredula urla a Ray dicendogli che negli anni non ha mai chiesto un centesimo per il mantenimento di Jason e se ne va sconsolata e senza più alcuna speranza di pubblicare il libro. Jason la segue dandole dell'egoista perché si preoccupa solo del suo libro quando finalmente riesce a rivedere suo padre. La accusa di essere una cattiva madre, confessandole di avere una relazione con Amelia e lei demoralizzata si allontana per stare da sola.
Jason tornando alla roulotte vede Ray buttare la spazzatura e dopo una rapida chiacchierata suo padre gli confessa di aver firmato e scaltramente senza essere visto dalla moglie, infila i documenti firmati dentro la tasca del figlio confessandogli che andarsene è stata la scelta migliore che potesse fare per Jason e Bev e che crede che l'unica ragione per cui Jason è cresciuto così bene sia per questo motivo. Salutando dunque il padre e senza sapere se lo rivedrà ancora, Jason trova Bev, che dopo un ripensamento, insiste sul fatto che fosse una grande madre e che ha sacrificato tutto per lui. Jason rivela che si trasferirà per stare con Amelia, innamorato da sempre di lei sotto l'incredulità di Bev e si scusa con quest'ultima per averle rovinato la vita. Infine, colmo di lacrime, le mostra il documento firmato da Ray. Bev si addolcisce e dice a Jason che è orgogliosa di lui e pensa a suo figlio come la cosa migliore che le sia capitata nella sua vita, accusando se stessa responsabile delle scelte sbagliate. Gli dà la sua macchina per andare in Indiana da Amelia, conscia del fatto che oramai suo figlio è cresciuto e che è in grado di prendere le proprie decisioni, mentre Bev può tornare a casa per poter finalmente pubblicare il suo libro.
Beverly rimasta quindi sola è costretta a chiamare suo padre per un passaggio. Si lamenta con lui di come Jason la incolpi per tutto ciò che è sbagliato nella sua vita. Poi si rende conto che lei stessa ha fatto lo stesso con suo padre. Dopo uno scambio di poche parole, insieme abbracciati cantano una canzone della sua infanzia mentre si allontanano, ricucendo così il rapporto padre e figlia.

## Cast
- Drew Barrymore nel ruolo di Beverly "Bev" Donofrio
  - Mika Boorem nel ruolo di Bev Donofrio, (ad 11 anni)
- Marisa Ryan nel ruolo di Janet Donofrio
  - Olivia Morgan Scheck nel ruolo di Janet Donofrio, (ad 12 anni)
  - Céline Marget nel ruolo di Janet Donofrio, (ad 8 anni)
- Steve Zahn nel ruolo di Raymond "Ray" Hasek
- Brittany Murphy nel ruolo di Fay Forrester
- Adam Garcia nel ruolo di Jason Hasek-Donofrio
  - Joseph M. Cannizaro nel ruolo di Jason Hasek (appena nato)
  - Noah Hartwick nel ruolo di Jason Hasek (a 3 mesi)
  - Briana Tilden nel ruolo di Jason Hasek (a 8 mesi)
  - Skye Arens nel ruolo di Jason Hasek, (a 1 anno)
  - Patrick e Robert Salerno nel ruolo di Jason Hasek, (ad 2 anni)
  - Logan Arens nel ruolo di Jason Hasek, (ad 3 anni)
  - Cody Arens nel ruolo di Jason Hasek, (ad 7 anni)
  - Logan Lerman nel ruolo di Jason Hasek, (ad 9 anni)
- Lorraine Bracco nel ruolo di Mrs. Teresa Donofrio
- James Woods nel ruolo di Mr. Leonard Donofrio
- Maggie Gyllenhaal nel ruolo di Amelia
  - Samantha Reale nel ruolo di Amelia, (ad 3 anni)
  - Samantha Lucier nel ruolo di Amelia, (ad 7 anni)
  - Skye McCole Bartusiak nel ruolo di Amelia, (ad 9 anni)
- Rosie Perez nel ruolo di Shirley Perro-Hasek
- Desmond Harrington nel ruolo di Bobby
- Sara Gilbert nel ruolo di Tina Barr
- Peter Facinelli nel ruolo di Tommy Butcher
- David Moscow nel ruolo di Lizard Hasek

## Riconoscimenti
- 2002 - Festival du Film de Cabourg
  - Grand Prix a Penny Marshall
- 2002 - Teen Choice Awards
  - Nomination Miglior attrice in un film d'azione/di avventura/drammatico a Drew Barrymore
- 2002 - Young Artist Awards
  - Nomination Miglior attrice giovane 10 anni o meno a Skye McCole Bartusiak
- 2002 - Prism Awards
  - Miglior film